# Haute couture
Cet article concerne le secteur de la mode. Pour le film 2015, voir Haute Couture (film, 2015). Pour le film de 2021, voir Haute Couture (film, 2021).

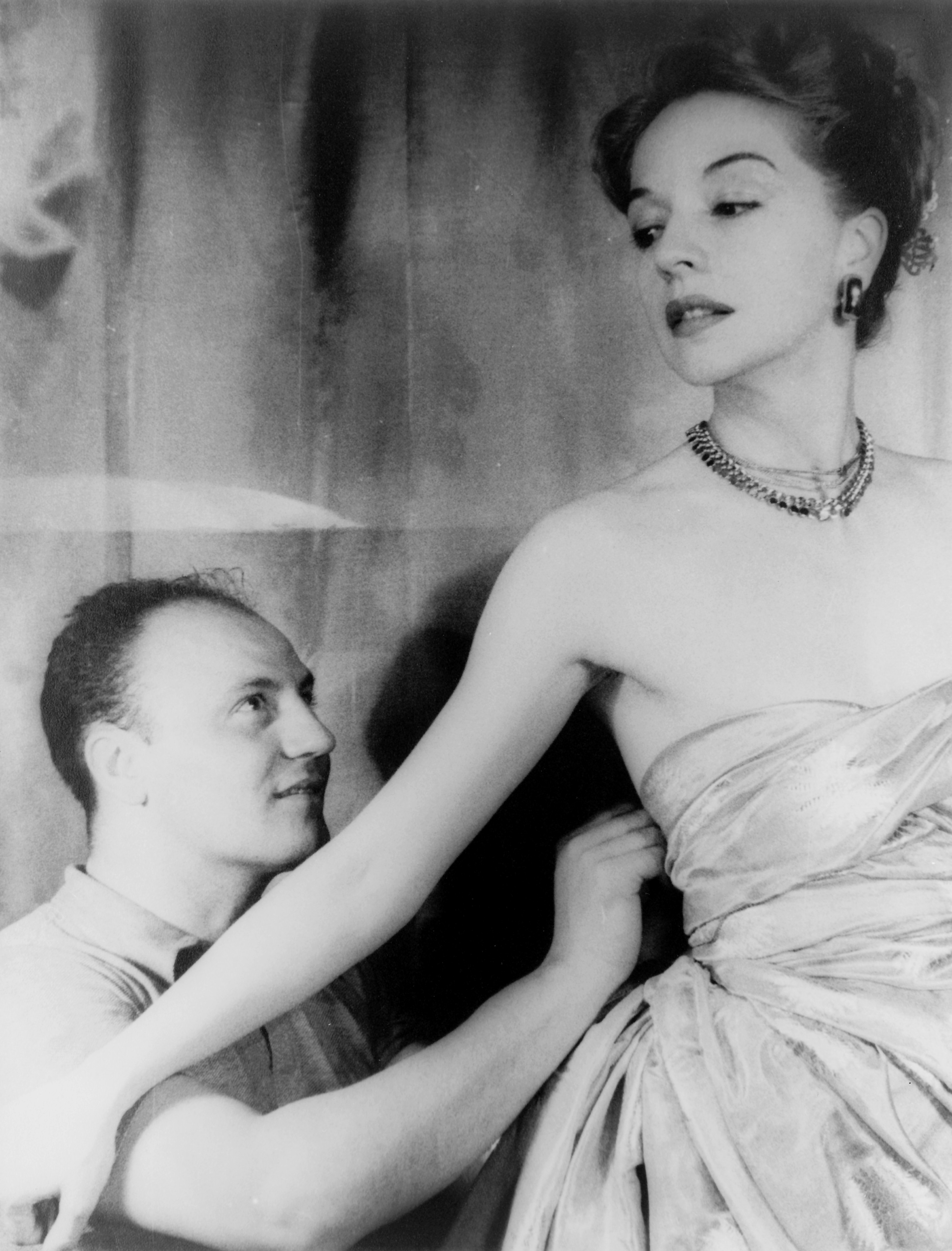
Pierre Balmain et Ruth Ford en 1947 (photographie de Carl van Vechten).

La haute couture est le secteur professionnel dans lequel exercent les créateurs de vêtements de luxe. Aujourd'hui, elle s'organise autour de « maisons de haute couture », des enseignes pour certaines assez anciennes, auxquelles de nombreux grands couturiers ont collaboré au fil des années. Elle joue un rôle d'avant-garde et ses œuvres préfigurent la mode.
En France, d'où elle est originaire, la « haute couture » est une appellation juridiquement protégée émanant d'un décret de 1945. Les maisons de haute couture doivent répondre à un certain nombre de critères : travail réalisé à la main dans les ateliers de la maison, deux ateliers, nombre d'employés, l'unicité de pièces sur mesure, deux défilés dans le calendrier de la haute couture chaque année, nombre de passages par défilé (au moins vingt-cinq), utilisation d'une certaine surface de tissu. De plus, Didier Grumbach précise que « chaque couturier postulant pour devenir membre doit être parrainé ».
Le statut « haute couture » n'existe qu'à Paris.

## Histoire

### Préambule
« La mode est pour la France ce que les mines d'or du Pérou sont pour l'Espagne. »
— Jean-Baptiste Colbert, ministre du roi Louis XIV au XVIIe siècle

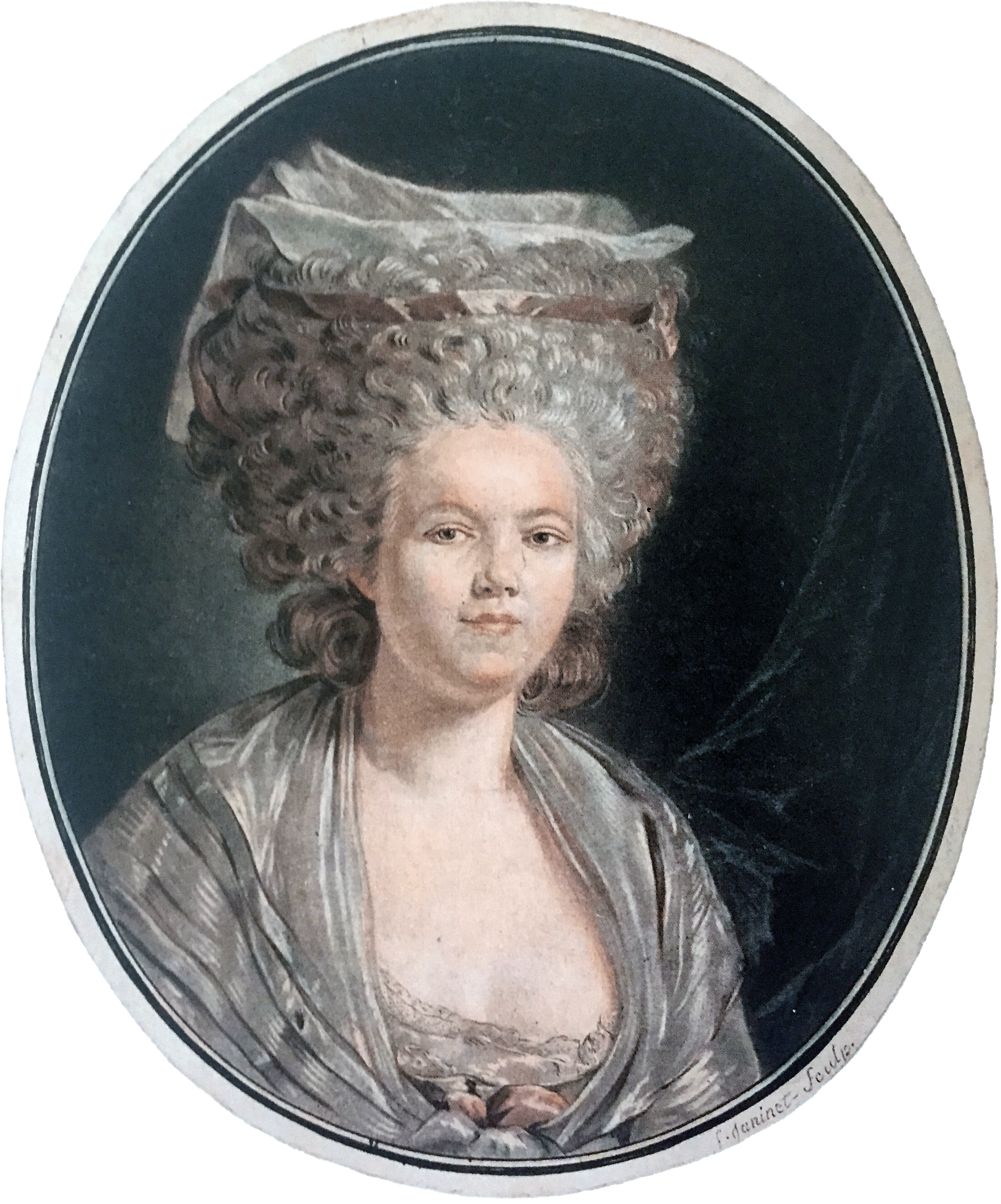
Rose Bertin, « ministre des Modes » de la reine Marie-Antoinette, inspiratrice de la haute couture française du XVIIIe siècle.

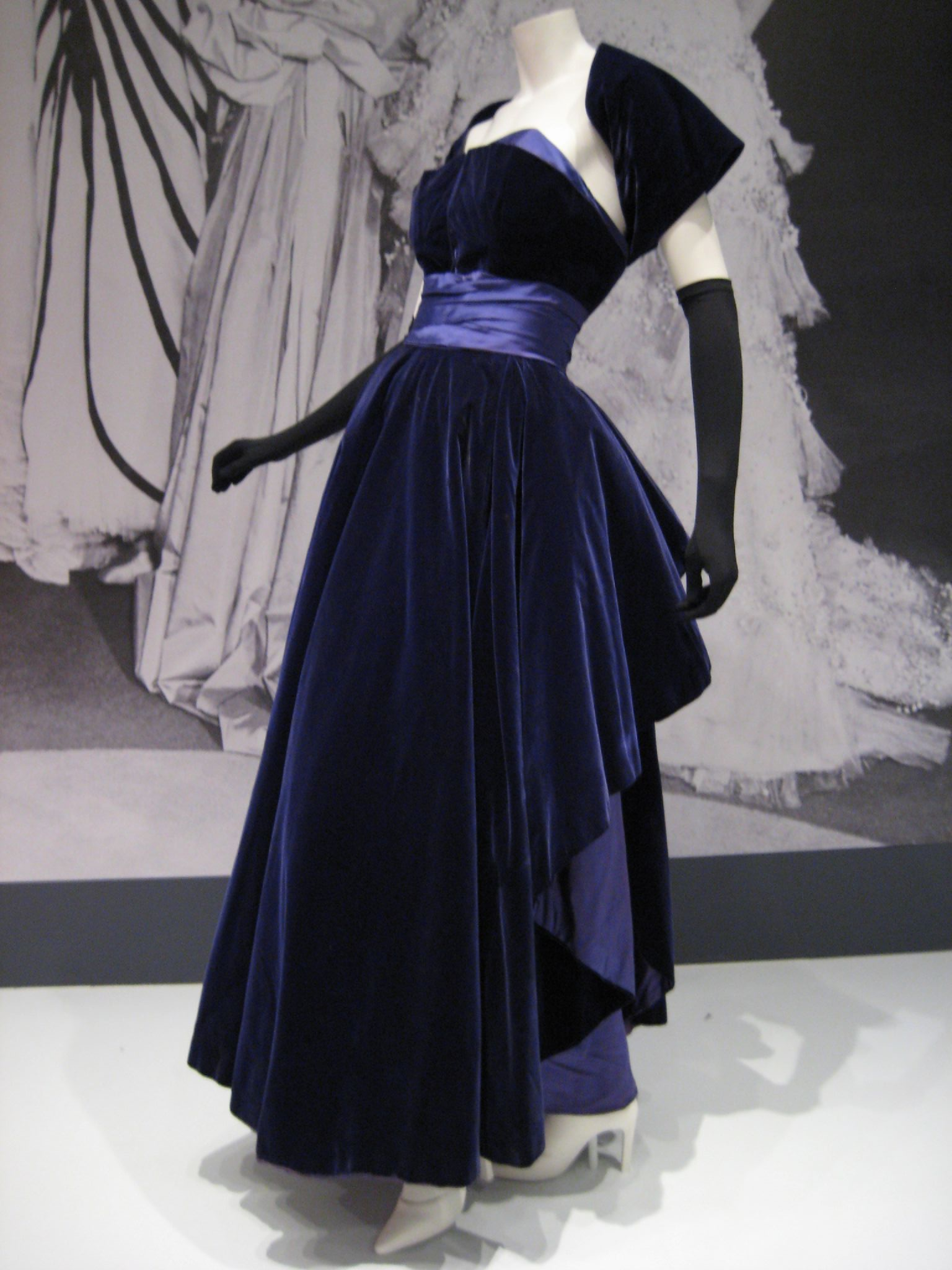
Robe et gants du soir Christian Dior, présentés au musée d'art d'Indianapolis.

La prééminence française dans la mode date sans doute du XVIIe siècle, époque à laquelle les arts, l'architecture, la musique et la mode de la Cour de Louis XIV à Versailles sont admirés et imités par l'Europe entière. Lorsque le chemin de fer et les bateaux à vapeur le permettent, il devient courant pour les dames de la haute société européenne de faire le voyage à Paris pour y acheter vêtements et accessoires. Les tailleurs et les modistes français ont alors la réputation d'être les plus talentueux, et leurs créations sont les plus recherchées.
Rose Bertin, marchande de modes, peut-être considérée comme l'une des premières grandes personnalités de la haute couture française. En 1770, cette jeune créatrice de mode ouvre sa maison de couture à l'enseigne « Le Grand Mogol » dans la rue du Faubourg-Saint-Honoré, à Paris ; une audace rare dans un univers d'entrepreneurs essentiellement masculins. Introduite auprès de la reine Marie-Antoinette, elle s'impose rapidement comme la faiseuse de mode de la Cour, gagnant en cela le titre flatteur et envié de « Ministre des Modes » auprès de la souveraine. Sous son impulsion créatrice, la haute couture française explose de diversité et d’invention : coiffure à la belle poule, pouf aux sentiments, chapeau feu l’Opéra, à la Montgolfier ou à la Philadelphie…
Prince des tailleurs et tailleurs des princes, Louis Hippolyte Leroy règne sur la mode française sous le Premier Empire. Fournisseur attitré de Napoléon Ier et de son épouse Joséphine de Beauharnais, il dessine et coupe les costumes de l'Empereur et de l'Impératrice pour leur sacre dans la cathédrale Notre-Dame de Paris en 1804. À la tête d'une prospère et luxueuse maison de couture située rue de Richelieu à Paris (comprenant salon d’essayage, atelier, boutique), il devient le premier couturier vedette de son époque, refusant de vendre aux provinciales ou aux dames ne se déplaçant pas en personne chez lui dans leur propre voiture. Paris est déjà le temple de la mode avec plus de 2 400 tailleurs référencés.

### Invention de la haute couture
Sous Napoléon III, Paris se transforme en « la ville lumière », et son prestige attire les talents de l'Europe entière. Un jeune couturier d'origine anglaise, Charles Frederick Worth (1826–1895), s'installe dans la capitale française. Après un premier apprentissage auprès de la maison Gagelin, il ouvre sa propre maison de couture rue de la Paix, à proximité de la renommée place Vendôme. Innovant et original, il introduit de nouvelles pratiques commerciales : c'est la naissance du défilé de mode sur mannequin vivant (alors appelé sosie) et du concept de « collection », également mis en œuvre dans les grands magasins naissants comme Au Bon Marché d'Aristide Boucicaut (surnommé « Au Bonheur des Dames »). La légende, ses nombreuses inventions, et l'autopromotion agressive de Charles Frederick Worth lui font par la suite s'octroyer le titre de « père de la haute couture », bien qu'il ne fût ni le premier ni le seul, à œuvrer dans l'univers de la haute couture parisienne. Worth crée en 1868 une Chambre syndicale de la confection et de la couture pour dames et fillettes, destinée à protéger ses membres contre les copies, où la distinction entre couture et confection n'est pas clairement établie. En 1911, l'organisation prend le nom de Chambre syndicale de la couture parisienne. Mais dès les années 1880, le terme de « haute couture » est établi.
En 1914, les sœurs Callot, Paul Poiret, Jacques Worth, Jeanne Paquin, Louise Chéruit, Jenny Sacerdote, Paul Rodier et le soyeux Bianchini-Férier forment le Syndicat de défense de la grande couture française, dont Paul Poiret prend la présidence, suivi par Georges Dœuillet, avec pour objectif de défendre leurs modèles contre les copies non autorisées. Dans une « profession de foi » adressée au New York Times en 1915, Poiret fustige en particulier les méthodes des « acheteurs américains ».
Les générations suivantes de la haute couture française incluent Jean Patou, Madeleine Vionnet, Lanvin, Gabrielle Chanel, Schiaparelli, Balenciaga ou Dior.
À partir de 1947, la haute couture révolutionnée par Christian Dior, vit son second « âge d'or ».
Au milieu des années 1960, un groupe de jeunes stylistes apparus dans le sillage de Christian Dior créèrent leurs propres maisons parisiennes. Les plus célèbres sont Yves Saint Laurent, Pierre Cardin, André Courrèges et Emanuel Ungaro. Plus tard au XXe siècle apparaissent notamment Christian Lacroix, Jean-Paul Gaultier ou Thierry Mugler : dans les années 1980, après une longue période de déclin, la haute couture retrouve son dynamisme.
Aujourd'hui, la haute couture n'est plus l'activité essentielle, en termes économiques, pour la dizaine de grandes maisons parisiennes qui la pratiquent encore. D'abord parce qu'elle n'est pas rentable : les exigences de ce métier (travail long, réalisé à la main dans des ateliers français, etc.) ont pour conséquence des prix inabordables au commun des mortels. Certaines robes se négocient plus de 100 000 euros.
Cette activité permet de faire subsister nombre de fournisseurs, dont l'entreprise est généralement artisanale et ancienne, à l'instar du brodeur Lesage ou du plumassier Lemarié. Élisabeth Ponsolle des Portes du Comité Colbert souligne par ailleurs qu'« il me paraîtrait normal que la haute couture soit considérée pour ce qu'elle est : un patrimoine français détenu par des artisans d'excellence ».
Mais si elle n'est pas rentable, la haute couture sert de vitrine pour diffuser l'image de marque des maisons, ce qui leur permet de commercialiser du prêt-à-porter vers une clientèle plus large ainsi que, de plus en plus, des accessoires et des parfums, deux activités extrêmement rentables. Certaines maisons sont connues pour avoir poussé à l'extrême cette logique de la licence et du merchandisage, comme Pierre Cardin, dont le prestige dégringola rapidement, le surnombre et la mauvaise qualité des produits portant sa griffe dévalorisant peu à peu le prestige de sa marque.
Enfin, depuis les années 1960, la scène de la mode s'est internationalisée, et les clientes ont pris l'habitude de prêter attention également aux créateurs de prêt-à-porter de New York ou de Milan, Paris conservant cependant son rôle de capitale de la mode.

## Collections
Chaque année, deux collections haute couture sont présentées au travers des défilés de mode inscrits dans le calendrier officiel de la Fédération française de la couture du prêt-à-porter des couturiers et des créateurs de mode. La présentation des collections printemps/été se déroule durant le mois de janvier de l'année correspondante, et celle des collections automne/hiver au début du mois de juillet pour la saison de l'année suivante. La France est historiquement la première à avoir organisé ces défilés, suivie de l'Italie présentant du prêt-à-porter.

### Organisation
La Chambre syndicale de la haute couture est de nos jours l'une des trois composantes de la Fédération française de la Couture du Prêt-à-porter des Couturiers et des Créateurs de mode, créée en 1973 et présidée par Didier Grumbach jusqu'en 2014, qui compte une centaine de membres au total ; on trouve au sein de cette fédération la Chambre pour le Prêt-à-porter des Couturiers et des Créateurs de Mode créée en 1973 également, pour le prêt-à-porter féminin, et celle de la Mode masculine datant de la même année. Cette dernière chambre, composée de 35 membres, est présidée par Thierry Andretta de chez Lanvin. La Chambre Syndicale du Prêt-à-porter des Couturiers et des Créateurs est dirigée par Ralph Toledano. Par ailleurs, la Fédération française de la couture est adhérente de la Confédération française des métiers d’art, qui existe depuis 1947.
L'École de la Chambre Syndicale de la Couture Parisienne, située maintenant rue Réaumur à Paris, est fondée en 1927 et a vu passer en son sein nombre de couturiers prestigieux comme André Courrèges, Yves Saint Laurent, ou Valentino, ainsi que la génération plus récente comme Alexis Mabille, Julien Fournié, Stéphane Rolland ou Maxime Simoëns.

## Ateliers
À partir d'un croquis ou d'un moulage sur mannequin du couturier, les créations sont réalisées dans un atelier. Les maisons de haute couture disposent traditionnellement de deux ateliers : un de « flou » et un de « tailleur » : le « flou » pour les matières fluides, permettant de réaliser robes du soir ou de cocktail ; le « tailleur » pour les vêtements structurés comme les manteaux, vestes, pantalons, jupes droites. Ces ateliers peuvent être composés de quelques personnes, et jusqu'à une centaine pour certaines maisons comme Dior.

## Liste des membres
Liste officielle des maisons de haute couture :

### Membres permanents
- Adeline André, depuis 1997 lorsqu'elle débuta comme « membre invité », bien qu'elle n'ait pas défilé ni en juillet 2007[21] ni en janvier 2014.
- Alexandre Vauthier
- Alexis Mabille (membre invité depuis juillet 2007[22], devient membre permanent en décembre 2012[23])
- Bouchra Jarrar
- Chanel
- Christian Dior
- Franck Sorbier
- Giambattista Valli (également responsable de la Gamme rouge chez Moncler depuis 2008),
- Givenchy
- Jean Paul Gaultier
- Julien Fournié, maison fondée à Paris en 2009, "membre invité" depuis janvier 2011, membre permanent depuis janvier 2017.
- Maison Martin Margiela (pour sa ligne artisanale depuis décembre 2012)[23]
- Maurizio Galante[24] depuis janvier 2008, bien qu'il ne défile qu'à périodicité irrégulière.
- Schiaparelli, maison fondée en 1927, la maison Schiaparelli a cessé ses activités haute couture après le retrait de la créatrice, en 1954. La maison relance l'activité couture de 1977 à 1979 sous la direction artistique de Serge Lepage. Une seconde relance de l'activité couture à lieu en 2013, d'abord en tant que membre invité puis en tant que membre permanent à partir de janvier 2017[25].
- Stéphane Rolland

### Membres correspondants
- Atelier Versace
- Elie Saab
- Fendi
- Giorgio Armani (avec la ligne Armani Privé)
- Iris Van Herpen
- Ulyana Sergeenko
- Valentino
- Viktor & Rolf, membre invité à partir de 1997, ayant ensuite préféré défiler uniquement dans le calendrier du prêt-à-porter, pour revenir en tant que « membre correspondant » du calendrier haute couture en janvier 2014.

### Membres invités
Cette catégorie qui existe depuis 1998, pour lancer de nouvelles marques françaises et étrangères de luxe permet aux créateurs de s'exposer pendant une période propice et de défiler en parallèle des grandes maisons dans des lieux moins connus.

#### Janvier 2012
- Alexandre Vauthier[26] (depuis janvier 2011)
- Bouchra Jarrar (depuis juillet 2011)
- Iris Van Herpen (depuis juillet 2011)
- Julien Fournié[26] (depuis janvier 2011)
- Maison Rabih Kayrouz[22] (membre invité depuis juillet 2008)
- Maxime Simoens (depuis janvier 2011)
- Yiqing Yin (depuis janvier 2012)

#### Janvier 2013
- Alexandre Vauthier[26] (depuis janvier 2011)
- Bouchra Jarrar (depuis juillet 2011)
- Julien Fournié[26] (depuis janvier 2011)
- Hervé L. Leroux, plus connu sous le nom de Hervé Léger, créateur de la marque Herve Leger (en),
- Béatrice Demulder Ferrant (ex-Lefranc-Ferrant, composé de Mario Lefranc et Béatrice Ferrant),
- Rad Hourani, maison canadienne,
- Yiqing Yin (depuis janvier 2012)
- Zuhair Murad[27].

#### Juillet 2013
- Alexandre Vauthier[26] (depuis janvier 2011)
- Bouchra Jarrar (depuis juillet 2011)
- Julien Fournié[26] (depuis janvier 2011)
- Rad Hourani, (depuis janvier 2013)
- Yiqing Yin (depuis janvier 2012)
- Zuhair Murad[27](depuis janvier 2013).

#### Janvier 2014
- Alexandre Vauthier[26] (depuis janvier 2011)
- Bouchra Jarrar (depuis juillet 2011)
- Julien Fournié[26] (depuis janvier 2011)
- On Aura Tout Vu (membre invité en juillet 2004 à l'origine, réintégré dix ans après membre invité après avoir été le seul « membre mode-accessoires » durant un temps)[28],[29], maison d'accessoires (bijoux) et de couture, composée de Yassen Samouilov et Livia Stoianova, qui défile durant la semaine de la Haute Couture à Paris[30]. Avant de créer leur propre ligne, On Aura Tout Vu était entreprise de création et fabrication d'accessoires pour les grandes maisons de haute couture.
- Rad Hourani (depuis janvier 2013)
- Ralph & Russo[31]
- Schiaparelli[31]
- Serkan Cura[31]
- Zuhair Murad[27] (depuis janvier 2013)

#### Juillet 2014
- Alexandre Vauthier[26] (depuis janvier 2011)
- Bouchra Jarrar (depuis juillet 2011)
- Dice Kayek
- Fred Sathal
- Julien Fournié[26] (depuis janvier 2011)
- On Aura Tout Vu (depuis janvier 2014)
- Rad Hourani (depuis janvier 2013)
- Ralph & Russo[31] (depuis janvier 2014)
- Schiaparelli[31] (depuis janvier 2014)
- Serkan Cura[31] (depuis janvier 2014)
- Stéphanie Coudert (déjà membre invitée une fois en janvier 2004)
- Zuhair Murad[27] (depuis janvier 2013).

#### Janvier 2015
- Dice Kayek
- Julien Fournié[26] (depuis janvier 2011)
- Rad Hourani (depuis janvier 2013)
- Ralph & Russo[31] (depuis janvier 2014)
- Schiaparelli[31] (depuis janvier 2014)
- Serkan Cura[31] (depuis janvier 2014)
- Stéphanie Coudert (déjà membre invitée une fois en janvier 2004)
- Yiqing Yin (depuis janvier 2012)
- Zuhair Murad[27] (depuis janvier 2013).

#### Juillet 2015
- Julien Fournié[26] (depuis janvier 2011)
- Ralph & Russo[31] (depuis janvier 2014)
- Schiaparelli[31] (depuis janvier 2014)
- Serkan Cura[31] (depuis janvier 2014)
- Yiqing Yin (depuis janvier 2012)
- Zuhair Murad[27] (depuis janvier 2013).

#### Janvier 2016
- Aouadi
- Guo Pei
- Julien Fournié[26] (depuis janvier 2011)
- Ralph & Russo[31] (depuis janvier 2014)
- Schiaparelli[31] (depuis janvier 2014)
- Serkan Cura[31] (depuis janvier 2014)
- Ulyana Sergeenko
- Zuhair Murad[27] (depuis janvier 2013).

#### Juillet 2016
- Aouadi (depuis janvier 2016)
- Francesco Scognamiglio
- Guo Pei (depuis janvier 2016)
- Iris Van Herpen
- Julien Fournié[26] (depuis janvier 2011)
- Ralph & Russo[31] (depuis janvier 2014)
- Schiaparelli[31] (depuis janvier 2014)
- Ulyana Sergeenko (depuis janvier 2016)
- Vêtements
- Yuima Nakazato
- Zuhair Murad[27] (depuis janvier 2013).

#### Janvier 2017
- Antonio Grimaldi
- Aouadi (depuis janvier 2016)
- Galia Lahav
- Georges Hobeika
- Guo Pei (depuis janvier 2016)
- Hyun Mi Nielsen
- Iris Van Herpen depuis juillet 2016
- Maison Rabih Kayrouz
- Ralph & Russo[31] (depuis janvier 2014)
- Ulyana Sergeenko (depuis janvier 2016)
- Vêtements (depuis juillet 2016)
- Xuan
- Yuima Nakazato (depuis juillet 2016)
- Zuhair Murad (depuis janvier 2013).

#### Janvier 2020
- Julie de Libran
- Rahul Mishra
- Imane Ayissi

### Joaillerie
- Boucheron
- Chanel Joaillerie
- Chaumet
- Dior Joaillerie
- Van Cleef & Arpels

## Correspondants, invités et autres
Les membres « correspondants » sont des membres étrangers.
La création de ce titre date de 1997. Le titre de « membre invité » leur est attribué à la suite d'un vote du comité de direction de la Chambre syndicale de la haute couture parisienne qui leur permet d'accéder à ce club très fermé. Les membres « invités » ne disposent pas de l'appellation « haute couture » mais seulement de l'usage du terme « couture ». Leur éventuel passage au titre de « membre complet » ne se base pas seulement sur l'ancienneté, car, même en remplissant toutes les conditions nécessaires, il faut au moins deux ans de défilés réguliers en tant qu'invité pour prétendre devenir membre permanent et satisfaire à nouveau à un vote du comité de direction.

### Calendrier OFF
Le Calendrier OFF est un calendrier parallèle à celui de la Fédération de la haute couture. Il réunit les maisons de couture (et non pas de haute couture, label protégé) qui souhaitent présenter leurs collections au même moment que celles des grands couturiers.
C'est seulement après plusieurs saisons en Off, et un parrainage par au moins un des membres permanents haute couture, que la maison peut demander un accès en calendrier officiel, en tant que « membre invité ».

## Anciens membres
De nombreuses maisons ont fait de la haute couture et ont abandonné cette activité pour diverses raisons :
- Agnès-Drecoll, fusion des maisons Agnès et Drecoll, de 1931 à 1953.
- Anne Valérie Hash, appellation Haute couture obtenue en janvier 2008
- Anny Blatt, de 1934 à 1968.
- Balenciaga, la haute couture a cessé lors du retrait de Cristobal Balenciaga en 1968, puis l'activité a été relancée en 2021[32].
- Boué Soeurs, de 1899 à 1957.
- Callot Sœurs, de 1895 à 1953.
- Carven, de 1946 jusqu'en 1995[33], (la maison a été un temps « Membre invité » dans les années 2000).
- Castillo (Antonio del Castillo), de 1964 à 1970.
- Nino Cerruti, à partir de 1967.
- Charles Montaigne, de 1940 à 1973.
- Christian Lacroix, de 1987 à 2005.
- Courrèges, de 1961 à 2002.
- Dominique Sirop[21] jusqu'en 2010[34]
- Emanuel Ungaro, de 1965 à 2004[21].
- Germaine Lecomte, de 1920 à 1957.
- Givenchy de 1952 à 2010[35] (pour y revenir quelque temps après, puis de nouveau la quitter avant les défilés de janvier 2012[36]).
- Guy Laroche, de 1957 à 1995[33].
- Grès, de 1941 à 1987.
- Hanae Mori (ハナエモリ, 森英恵), de 1977 à 2004.
- Jacques Costet, de 1946 à 1951.
- Jacques Esterel, de 1960 à (vers) 1980.
- Jacques Fath, de 1937 à 1957.
- Jacques Heim, de 1930 à 1969, (pour le printemps/été 1973 la maison tente un retour en haute couture avec Serge Lepage à la création).
- Jacques Griffe, de 1948 à 1974.
- Jean-Charles de Castelbajac pour sa seule collection en 2000[37].
- Jean Dessès, de 1937 à 1963.
- Jean Hercey, de 1969 à 1979.
- Jean-Louis Scherrer[21], de 1962 à 2007.
- Jean Patou, de 1914 à 1987.
- Jeanne Lafaurie, de 1925 à 1958 (la maison sera renommée à cette date Michel Goma).
- Jeanne Lanvin, de 1909 à 1993.
- Jeanne Paquin, de 1889 à 1956 (à partir de 1954, l'activité couture de la maison Paquin est fusionnée avec celle de la maison Worth).
- Jules-François Crahay, en 1951.
- Lecoanet Hemant, de 1981 à 2000.
- Lucien Lelong, de 1918 à 1949.
- Lola Prusac, 1937 à 1980.
- Louis Féraud, de 1958 à 2002.
- Lucile Manguin, vers 1930 à 1956.
- Mad Carpentier, de 1940 à 1950.
- Madeleine de Rauch, de 1927 à 1974.
- Madeleine Vionnet, de 1912 à 1940.
- Madeleine Vramant, de 1942 à 1954.
- Maggy Rouff, de 1929 à 1965.
- Marcel Dhorme, de 1935 à 1950.
- Marcel Rochas, de 1925 à 1953.
- Marcelle Alix
- Marcelle Chaumont, de 1939 à 1953.
- Marcelle Dormoy, de 1933 à (vers) 1950.
- Martial et Armand, de 1905 à 1951.
- Molyneux, de 1919 à 1954.
- Nina Ricci, de 1932 à 1998.
- Paco Rabanne, de 1966 à 1999.
- Philippe & Gaston, de 1922 à 1936 (avec une tentative de relance en 1946 qui n'a pas abouti).
- Philippe Venet, de 1962 à 1993.
- Pierre Balmain, de 1945 à 2005 (durant les années 90, la maison ne présentera pas de collection haute couture certaines saisons).
- Pierre Cardin, de 1957 à 2016.
- Raphaël, de 1924 à (vers) 1950.
- Redfern, de (vers) 1888 à (vers) 1930.
- Robert Piguet, 1920 à 1950.
- Roberto Capucci, de 1962 à 1968.
- Serge Lepage, de 1967 à 1991.
- Serge Matta, de 1959 à 1961.
- Ted Lapidus, 1964 à 2000.
- Thierry Mugler, de 1992 à 2003, (le créateur est le premier « Membre invité » de la Chambre).
- Torrente, de 1971 à 2004.
- Vera Boréa, de 1934 à (vers) 1950, (après la guerre la maison s'oriente vers le prêt-à-porter).
- Yves Saint Laurent, de 1962 à 2002, (cette activité a cessé lors du retrait du couturier).

### Mode-accessoires
- Loulou de la Falaise (2009 / joaillerie)
- Maison Michel (2009 / chapeaux)
- Massaro (2009 / bottier, la maison appartient à Chanel depuis 2002)

### Anciens membres invités (extrait)
Divers créateurs (liste non exhaustive) ont également été invités durant quelques saisons : Laurent Mercier, Adam Jones en 2008, Alexandre Matthieu, composée d'Alexandre Morgado et Matthieu Bureau, la marque est « membre invité » en 2009, Cathy Pill en 2008, Felipe Oliviera Baptista en 2007, Jean-Paul Knott en 2008, Josep Font en 2008, Lefranc Ferrant en 2008, Marc Le Bihan en 2008, Maxime Simoëns, membre invité jusqu'en janvier 2012, Richard René en 2008, Stéphane Mahéas, Udo Edling, WuYong, Josephus Thimister (en) en 2010…